# Лубоед пальцеходный
Лубоед пальцеходный (лат. Xylechinus pilosus) — вид жуков-долгоносиков из подсемейства короедов. Распространён в Прибалтике, Швеции, Финляндии, Европейской части России и на всей территории Сибири.

## Описание
Длина тела взрослых насекомых 2,2—2,5 мм. Тело продолговато-овальное, чёрно-бурое. Голова чёрная. Надкрылья, усики и ноги красновато-бурые.

## Биология
Заселяют отмирающий еловый подрост и деревья второго яруса, предпочитая густые сомкнутые насаждения 50—100-летнего возраста. Встречается в горах, вверх до границы древесной растительности и единично в области сланцевых пород. Основными кормовыми растениями на территории своего ареала отмечены ель обыкновенная и ель сибирская, на Дальнем Востоке заселяет также ель аянскую, реже кедровый стланик, крайне редко пихту сибирскую, лиственницу европейскую и лиственницу сибирскую.